# Dumnezeu s-a născut în exil
Dumnezeu s-a născut în exil (în franceză Dieu est né en exil) este un roman al autorului român Vintilă Horia, pentru care a fost distins cu Premiul Goncourt în 1960. Cu toate acestea nu i s-a înmânat niciodată premiul în urma acuzațiilor care au apărut, după nominalizarea sa, cum că ar fi fost anterior membru al Gărzii de Fier.
Naratorul romanului este Ovidiu, poetul roman, iar această operă apocrifă este destul de similară cu Memoriile lui Hadrian de Marguerite Yourcenar, în care Yourcenar scrie memoriile împăratului roman Hadrian.
În Dumnezeu s-a născut în exil, „Ovidiu” acoperă ultimii opt ani din viața sa, când a fost exilat la Tomis, o colonie romană antică din Sciția Minor. 
Romanul adoptă forma unui jurnal, împărțit în opt capitole (fiecare corespunzând unui an de exil) care dezvăluie etapele unei „maturizări” progresive sau a unui fel de convertire.
Universul romanului este legat de o axă primordială ai cărei doi poli îi reprezintă societatea romană și, respectiv, lumea dacă. Această dihotomie generează o gamă bogată de metafore, dar poate cel mai important atribut al acestui roman este modul în care sunt construite ambele lumi și importanța lor de „cronotropi” ai narațiunii. 
Călătoria spirituală a lui Ovidiu are loc între două universuri simbolice ale căror personaje antagonice se împletesc în timpul unui chiasm, pentru a renaște în finalul narațiunii radical metamorfozate.